# Mała Czantoria

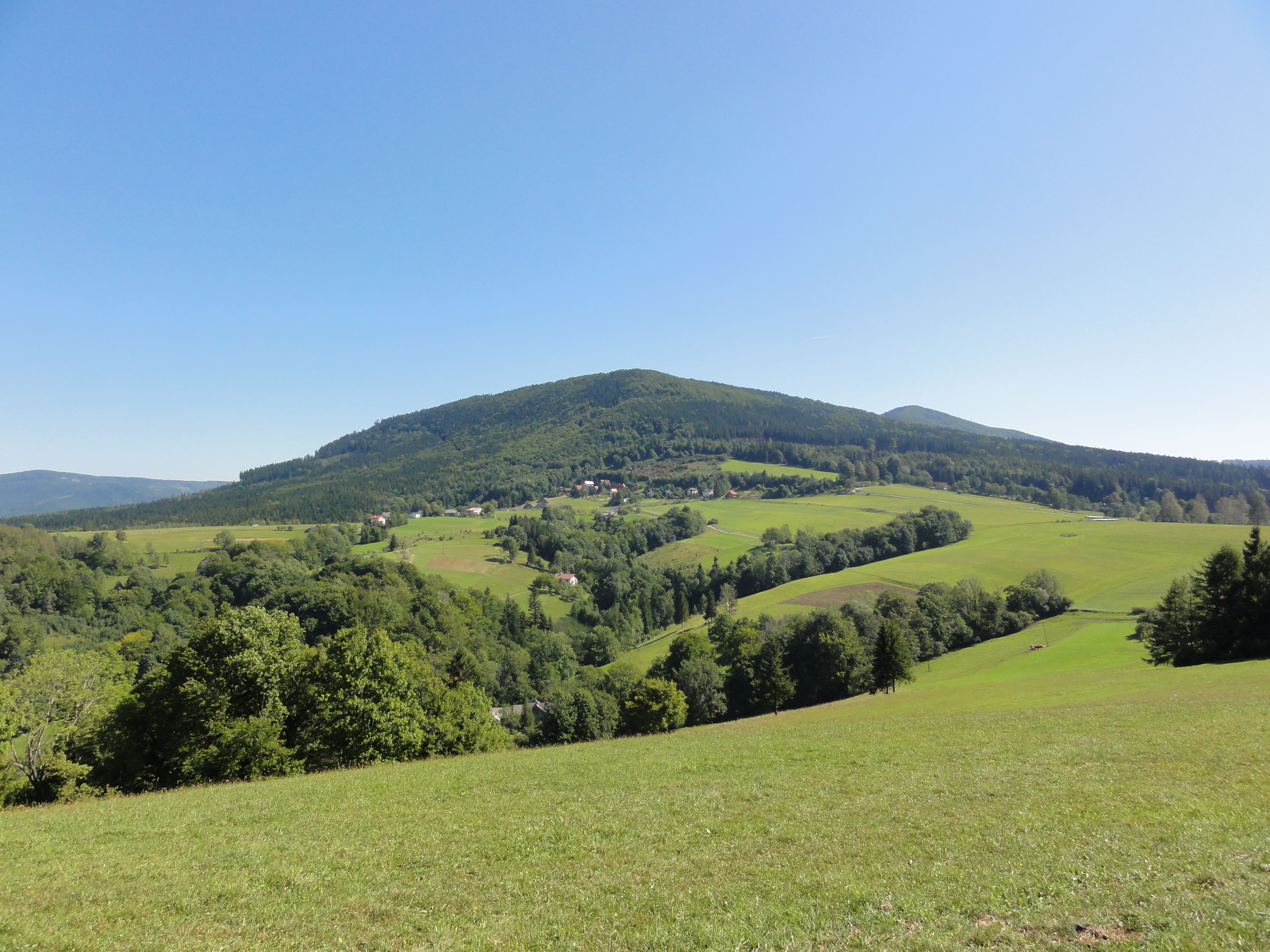
Blick vom Tuł

Die Mała Czantoria (deutsch: Kleine Czantoria) ist ein Berg in Polen. Er liegt auf dem Gemeindegebiet von Ustroń. Mit einer Höhe von 866 m ist er einer der niedrigeren Berge des Czantoria-Kamms der Schlesischen Beskiden. Der Berg ist ein beliebtes Touristenziel mit vielen Ausblicken auf die benachbarten Gebirge und das Tiefland. Während des Zweiten Weltkriegs waren seine bewaldeten Hänge ein Rückzugsgebiet für Partisanen der Einheit Ustroń. Im November 1943 kam es zu hier zu Kämpfen zwischen den Partisanen und der Wehrmacht. Ein Denkmal erinnert an die Gefallenen.

## Tourismus
- Auf den Gipfel führen mehrere markierte Wanderwege von Ustroń und Goleszów.
- Auf dem Gipfel befindet sich die Berghütte Mała Czantoria, die derzeit nicht genutzt wird.